# II. János portugál király
II. János (João II.; portugálul: o Príncipe Perfeito, azaz „a tökéletes herceg”) (Lisszabon, 1455. május 5. – Alvor, 1495. október 25.) Portugália királya 1481-től 1495-ig.

## Származása
II. János király az Avis-házból származott. Az apja V. (Afrikai) Alfonz (1432 - 1481) király, az édesanyja V. Alfonz első felesége, Coimbrai Izabella (1432 - 1455) hercegnő (aki a házasságkötéssel királyné lett), mindketten az Avis-ház tagjai. A királyné Péternek (1392 - 1449), Coimbra első hercegének, és feleségének, Urgelli Izabella (1409 - 1443) grófnének volt a leánya.

## Élete, uralkodása

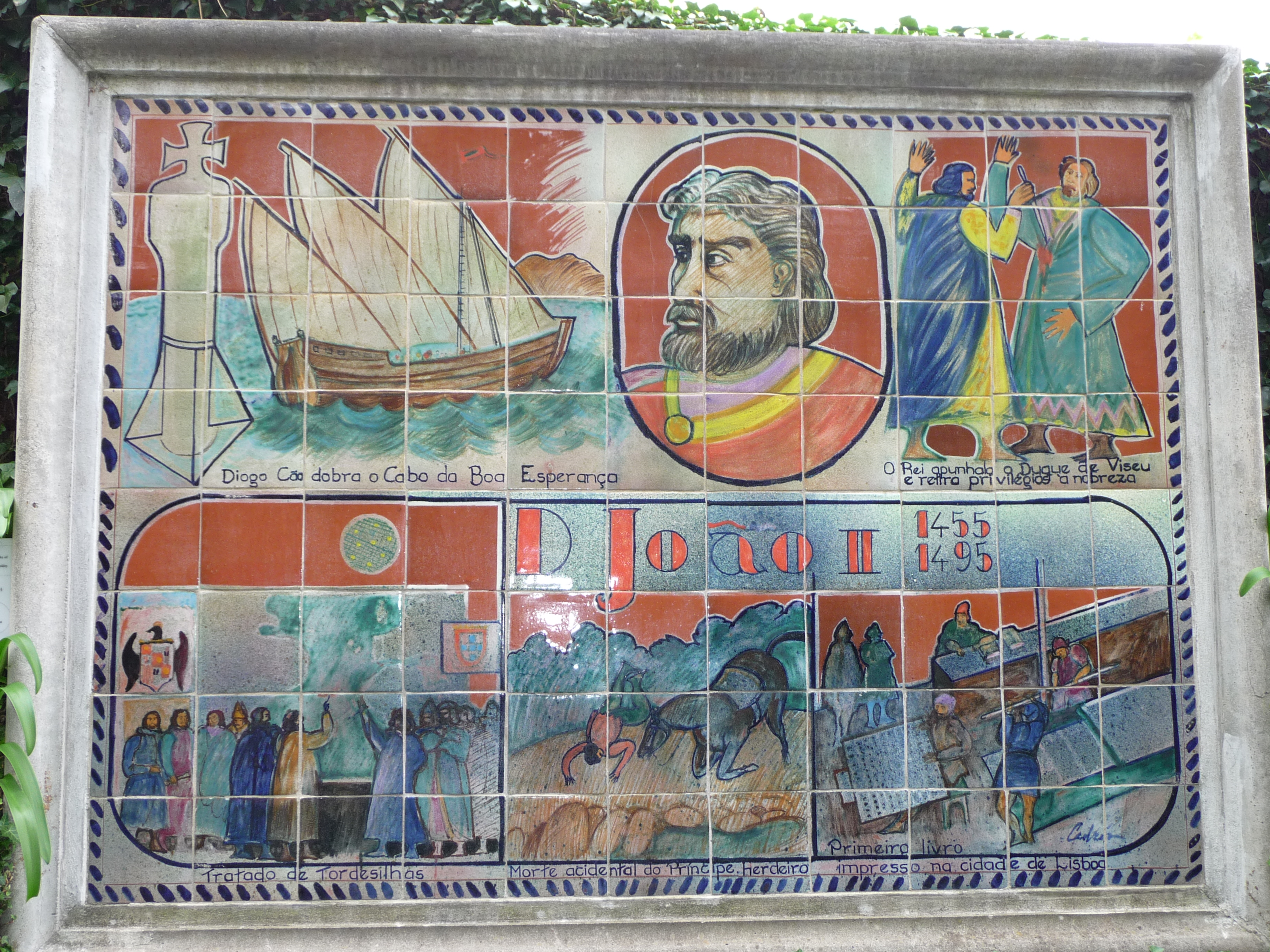
Tökéletes János uralkodásának fő eseményei – azulejo:
1. Diogo Cão megkerüli a Jóreménység fokát (mai ismereteink szerint ez tévedés; Cão nem jutott el odáig);
2. a király leszúrja a viseui herceget, és visszavonja a nemességnek adott előjogokat;
3. A tordesillasi szerződés;
4. balesetben meghal fia, a trónörökös
5. Az első, Lisszabonban nyomtatott könyv.

II. János részt vett apja hadjáratában, amellyel a portugálok a móroktól elfoglalták Tangert (1471).
Az apja – átmeneti lemondása miatt – 1477-ben régens volt; 1481-ben lépett a trónra. Tehetséges, azonban abszolutizmusra törekvő uralkodó volt; a Cortest, a rendi gyűlést, csak négyszer hívta össze. Szigorúan lépett fel a lázongó főnemesekkel szemben, ennek során:
- II. Ferdinándot, Bragança harmadik hercegét, kivégeztette (1483),
- Diogót (Jakabot), aki Viseu negyedik hercege és Beja harmadik hercege volt, saját kezével ölte meg (1484),[1]
- García de Menesest (? - 1484), Évora püspökét, elfogatta, és a fogságban a püspököt - állítólag - megmérgezték.

A főrendek elleni eljárásokkal összefüggésben Isaac Abravanelt, azaz Yitzchak ben Yehuda Abravanelt (1437 - 1508), V. Alfonz kincstárnokát, felségárulással vádolta, aki ezért 1483-ban Kasztíliába menekült. 1485-ben, a távollétében, halálra is ítélték.
A király jelmondata ez volt: „Az urak ura vagyok, nem a szolgák szolgája.”
Uralkodása alatt a portugálok sikeresen folytatták az afrikai felfedező útjaikat:
- Diogo Cão (1440? - 1486?) 1482-ben a Kongó folyót, 1486-ban a mai Namíbia partjait érte el,[2]
- Bartolomeu Dias (1450? - 1500) 1488-ban elérte a Jóreménység-fokát,[3]
- Pêro da Covilhã (1450? - 1520/1530?), aki 1487-ben indult Santarém városából, a muzulmán Közel-Keleten át eljutott India partjaiig, majd Észak-Afrikába, Etiópiába.[4]

A királyi udvarhoz tartozott Duarte Pacheco Pereira (1460 körül - 1533) földrajztudós, csillagász, maga is hajós, aki aztán részt vett a tordesillasi megállapodás kidolgozásában.
(Ugyanakkor azonban II. János utasította el Kolumbusz Kristófot (1451 - 1506), aki emiatt Kasztíliába ment).
II. János a felfedező utakat az ország gazdasági megerősödése végett is támogatta; a gyarmatosítás jegyében 1482-ben, a mai Ghána területén, Diogo de Azambuja (1432 - 1518) megalapította São Jorge da Mina (Elmina) erődjét, amely fontos kereskedelmi központtá is vált.
A földrajzi felfedezésekhez kapcsolódóan, a tengerentúli érdekszférák felosztásáról, I. (Katolikus) Izabella királynővel és V. (Katolikus) Ferdinánd királlyal megkötötte a tordesillasi szerződést (1494).
II. János nagyon művelt, fenséges személy volt, ezért nevezték "tökéletes hercegnek".

## Családja
II. János 1471-ben feleségül vette unokatestvérét, Viseui Eleonóra (1458 - 1525) hercegnőt, (akinek a testvérét, Diogót, később (1484-ben) megölte). A királyné szülei is az Avis-házból származtak: Az apja Ferdinánd (1433 - 1470), Viseu második hercege és Beja első hercege, az anyja Beatrix (1430 - 1506) infánsnő volt.
A házasságukból két gyermek született: Alfonz (1475 - 1491) infáns, valamint a születéskor (1483) meghalt János herceg. Alfonz infáns felesége Aragóniai Izabella (1470 - 1498) hercegnő volt, a Trastámara-házból, I. (Katolikus) Izabella (1451 - 1504) királynő és V. (Katolikus) Ferdinánd
(1452 - 1516) király leánya. Az infáns - baleset okozta - korai halála miatt a házassághoz fűzött remények, az Ibériai-félsziget egyesítése, nem váltak valóra.
A király egyik házasságon kívüli kapcsolatából, Ana de Mendonçától (? - ?), György herceg (Jorge de Lencastre) (1481 - 1550), Coimbra második hercege; míg egy másik kapcsolatából, Beatrix (Brites) de Santarémtől (*? - †?) a Beatrix (1485? - ?) nevű lánya született.

## Utódlása
II. Jánosnak nem volt őt túlélő – törvényes – utódja. Így a legközelebbi (törvényes) férfi rokona, a királynénak - és Diogónak, a királyné megölt testvérének - az öccse, Mánuel herceg követte a trónon, ő I. Szerencsés Mánuel (1469 - 1521) király. Azt, hogy II. János a végrendeletében úgy határozott, a trónon mégse az általa annyira kedvelt György herceg, hanem az unokatestvére, Mánuel (Emánuel) herceg kövesse, Eleonóra királyné érte el. (Aragóniai Izabella infánsnő - Alfonz infáns özvegye - aztán I. Mánuel első felesége lett.)

## Külső hivatkozások
- - 2015. április 18.
- - 2015. április 18.
- - 2015. április 18.
- - 2015. április 18.
- - 2015. április 18.
- - 2015. április 18.
- - 2015. április 18.
- - 2015. április 18.
- - 2015. április 18.
- - 2015. április 18.
- - 2015. április 18.